# Nesher
Nesher è una città d'Israele, nel distretto di Haifa. Fondata nel 1925, conta 24'600 abitanti.

## Geografia Fisica

### Territorio
Nesher è una città situata nel distretto di Haifa, nel nord di Israele, ai piedi delle pendici nord-orientali del Monte Carmelo. Il territorio urbano di Nesher si sviluppa su una serie di colline e vallate che formano una naturale continuazione dell'altopiano carmelitano, con altitudini che variano tra i 50 e i 250 metri sul livello del mare. La città confina a nord con Haifa, a sud con la Riserva Naturale del Monte Carmelo, e ad est con il Wadi Nisnas e altre zone montane.
Il territorio è caratterizzato da una morfologia collinare, ricca di vegetazione mediterranea, con macchia sempreverde e pinete che si estendono nei pressi delle aree residenziali. La posizione geografica strategica permette a Nesher di godere sia della vicinanza alla costa mediterranea (circa 10 km in linea d’aria) che del clima più mite tipico delle alture carmelitane.

### Clima
Nesher presenta un clima mediterraneo, con estati calde e secche e inverni miti e umidi. Le temperature estive (da giugno a settembre) oscillano mediamente tra i 26 °C e i 32 °C, con punte occasionali superiori ai 35 °C durante le ondate di caldo. Le notti estive risultano generalmente più fresche rispetto alla fascia costiera grazie all'altitudine.
Durante l’inverno (da dicembre a febbraio), le temperature minime raramente scendono sotto i 7–8 °C, mentre le massime si attestano attorno ai 15–18 °C. Le precipitazioni si concentrano quasi esclusivamente nei mesi invernali, con una media annua che si aggira tra i 500 e i 700 mm, spesso sotto forma di piogge intense ma di breve durata. La neve è un fenomeno estremamente raro.
La posizione sopraelevata rispetto al livello del mare e la vicinanza al mare Mediterraneo determinano una buona ventilazione naturale e livelli di umidità moderati, rendendo il clima di Nesher particolarmente salubre rispetto ad altre aree urbane israeliane.

## Origini del nome
Il nome Nesher (in ebraico נֶשֶׁר, Nešer) significa letteralmente “avvoltoio”, ovvero il grifo vultur, anche se comunemente viene confuso con “aquila”. La città prende il nome dall’omonima fabbrica di cemento Nesher, la prima del Paese, fondata nel 1923 (o 1922 secondo alcune fonti) dall’imprenditore Michael Pollack. Il marchio “Nesher” della fabbrica sembra essere stato scelto come traduzione del nome della compagnia tedesca Geier (in tedesco “avvoltoio”), da cui essa derivava o da cui si ispirava. 

## Storia
Non esistono evidenze archeologiche o documentali che attestino un insediamento urbano nell’area attuale di Nesher durante l’antichità classica o il Medioevo. Il territorio era allora parte dell’ampia regione del Carmelo nella Giudea settentrionale, popolata da villaggi agrari. Nel 1923 viene fondata la Nesher Cement Works, la prima fabbrica di cemento nel mandato britannico, da Michael Pollack, imprenditore ebreo di origine russa. Negli anni successivi nacque un quartiere operaio attorno allo stabilimento: “Old Nesher”. L’area era precedente paludosa e soggetta alla malaria, ma la comunità crebbe rapidamente fino a circa 1.500 abitanti entro il 1925. In quell’anno la compagnia diventò pubblica e venne aperta la stazione ferroviaria di Nesher sulla storica linea ferroviaria della valle di Jezreel, inizialmente per trasporto merci destinato alla fabbrica. Nella notte del 1° gennaio 1948, in un'operazione della Haganah, decine di civili arabi furono uccisi e i villaggi attorno furono evacuati: successivamente, l’area fu occupata da immigrati israeliani e parte divenne il quartiere Tel Hanan, annesso a Nesher dopo la fondazione dello Stato ebraico.  Nel 1952 venne istituito un consiglio locale comprendente quattro quartieri: Nesher, Giv’at Nesher, Ben‑Dor e Tel Hanan. Il primo sindaco fu Yehuda Shimroni. La popolazione cresce rapidamente: da circa 1.500 persone nel 1925 a 9.450 nel 1968, con massicci flussi di immigrati da Europa, Nord Africa e Iraq dopo il 1948. Nel dopoguerra hanno continuato a convivere quartieri industriali e abitativi. Negli anni '60‑'70, Nesher si consolida come città satellite di Haifa, attirando giovani famiglie grazie a prezzi più accessibili pur restando vicina a opportunità lavorative e accademiche. Nel 1995: Nesher ottiene status di città a tutti gli effetti amministrativi, con un'area che comprendeva 13 km². Nel ventunesimo secolo continuò lo sviluppo urbano implementando nel tessuto cittadino nuove aree residenziali. Di recente sono stati effettuati nuovi progetti di rinnovamento immobiliare nella fascia Haifa‑Nesher le quali gravitavano attorno all’espansione dell’Università di Haifa e del Technion, rafforzando l’integrazione socioeconomica tra le due città.

## Monumenti e luoghi di interesse[6]

### Parchi Naturali
- Parco Nesher: Un’area verde boschiva ideale per escursioni brevi o in giornata: i sentieri attraversano pini e macchia mediterranea con ponti sospesi affacciati su valli rocciose

- Parco nazionale del Monte Carmelo: A pochi minuti da Nesher, è il più grande parco d’Israele con oltre 10.000 ettari. Offre percorsi escursionistici attraverso boschi di pino, biodiversità e siti archeologici preistorici

### Architetture civili
- Technion: Fondata nel 1912, è la prima università tecnologica del Paese. Il campus è architettonicamente interessante, con edifici sia storici sia moderni. Vi si tengono eventi pubblici, conferenze, mostre universitarie ed è immerso in splendidi giardini
- Stazione di Nesher: Fondata nel 1925 proprio per il trasporto merci alla fabbrica. Connessa alla storica Ferrovia della Valle di Jezreel, fu operativa fino agli anni ’90

## Sport

### Calcio
Principale squadra della città è l'Ironi Nesher F.C., fondata nel 2009 come successore del precedente Hapoel Tel Hanan (fondato nel 1954) che operava nel quartiere Tel Hanan di Nesher. Attualmente milita in Liga Alef (terzo livello del calcio israeliano) e gioca le partite casalinghe nello Stadio municipale di Nesher con capacità di circa 2.500–3.000 spettatori. Altro Team storico fù l'Hapoel Hamechonit F.C. associato all’industria automobilistica Kaiser‑Frazer, il quale aveva sede a Nesher (quartieri Ben Dor e Tel Hanan) e partecipò alle competizioni di Liga Bet (quarta serie).

### Pallacanestro
Il Maccabi Haifa ha giocato temporaneamente a Nesher (nella palestra di Ramot Itzhak) durante la ristrutturazione del Romema Arena (2010–2012). In città è presente un'impianto, il Nesher Hall, Palestra coperta costruita nel 1975, rinnovata nel 2012, capace di ospitare circa 2.000 persone, utilizzata per eventi nazionali o competizioni locali.